# Trobes en lahors de la Verge Maria
Trobes en lahors de la Verge María fue la primera obra literaria impresa en España. Se compone de cuarenta y cinco poemas, cuarenta de ellos en valenciano, cuatro en español y uno en italiano, así como un prólogo en latín. Salió de las prensas de Lambert Palmart el 25 de marzo de 1474 en la ciudad de Valencia. Se conserva en la biblioteca de la Universidad de Valencia.
Esta obra fue impresa a raíz de que el virrey Luis Despuig, para honrar a la Virgen, convocara el 11 de febrero de 1474 un certamen poético cuyo tema obligado era alabar a la Virgen María.
El encargado de organizar el certamen fue el poeta Bernat Fenollar, persona relacionada con todos los círculos literarios que había en la ciudad.
Los poemas habían de constar de cinco estrofas, con dedicatoria y estribillo. Pero los trovadores (aún no se llamaba poetas a los que no escribían en latín) tenían libertad en cuanto al estilo y la lengua.